# HBM
HBM (англ. Hemoglobin subunit mu) – білок, який кодується однойменним геном, розташованим у людей на 16-й хромосомі. Довжина поліпептидного ланцюга білка становить 141 амінокислот, а молекулярна маса — 15 618.
| 10         |  | 20         |  | 30         |  | 40         |  | 50         |
| ---------- |  | ---------- |  | ---------- |  | ---------- |  | ---------- |
| MLSAQERAQI |  | AQVWDLIAGH |  | EAQFGAELLL |  | RLFTVYPSTK |  | VYFPHLSACQ |
| DATQLLSHGQ |  | RMLAAVGAAV |  | QHVDNLRAAL |  | SPLADLHALV |  | LRVDPANFPL |
| LIQCFHVVLA |  | SHLQDEFTVQ |  | MQAAWDKFLT |  | GVAVVLTEKY |  | R          |

A: Аланін

C: Цистеїн

D: Аспарагінова кислота

E: Глутамінова кислота

F: Фенілаланін

G: Гліцин

H: Гістидин

I: Ізолейцин

K: Лізин

L: Лейцин

M: Метіонін

N: Аспарагін

P: Пролін

Q: Глутамін

R: Аргінін

S: Серин

T: Треонін

V: Валін

W: Триптофан

Задіяний у таких біологічних процесах, як транспорт, транспорт кисню. 
Білок має сайт для зв'язування з іонами металів, іоном заліза, гемом. 